# James Edward Austen-Leigh
Pour les articles homonymes, voir Austen et Leigh.
James Edward Austen-Leigh (1798-1874) est l'un des neveux de la romancière Jane Austen. Fils de James Austen, le frère aîné de Jane Austen, et de sa seconde épouse Mary Lloyd, il est aussi le demi-frère d'Anna Austen, l'une des deux nièces préférées de Jane Austen.
James Edward Austen-Leigh est surtout connu pour avoir été l'auteur de la première biographie de Jane Austen, A Memoir of Jane Austen (Souvenirs de Jane Austen). 

## Importance en tant que biographe de Jane Austen
C'est à partir de la publication de A Memoir of Jane Austen en 1869 que le public commence à connaître Jane Austen ; elle avait en effet publié tous ses romans de façon très discrète, voir anonyme comme c'est le cas pour Sense and Sensibility (signé By A Lady, « par une dame »).
Cette biographie est ensuite restée l'ouvrage de référence sur elle jusqu'en 1913, lorsque Richard Arthur et William Austen-Leigh publient leur Jane Austen : A Family Record, repris ensuite par Deirdre Le Faye.
A Memoir of Jane Austen est assez régulièrement réédité depuis sa première sortie en 1869, avec par exemple la sortie en 2002 de la réédition présentée par Kathryn Sutherland (chez Oxford University Press).